# Alpha Dog (canción)
«Alpha Dog» —en español: «Perro alfa»— es el primer sencillo del álbum recopilatorio Believers Never Die de la banda estadounidense de pop punk Fall Out Boy. Apareció por primera vez como un demo en el mixtape Welcome To The New Administration con el nombre de "ALPHAdog and OMEGAlomaniac". El 12 de octubre de 2009 la canción fue utilizada como fondo musical del sitio web oficial de la banda.